# Prochiloneurus nigricornis
Prochiloneurus nigricornis är en stekelart som först beskrevs av Girault 1920.  Prochiloneurus nigricornis ingår i släktet Prochiloneurus och familjen sköldlussteklar. Inga underarter finns listade i Catalogue of Life.